# Amphoe Na Muen

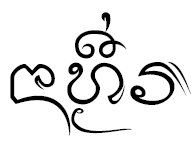
„Na Muen“ in Lanna-Schrift

Amphoe Na Muen (Thai: อำเภอ นาหมื่น) ist ein Landkreis (Amphoe – Verwaltungs-Distrikt) im Süden der Provinz Nan. Die Provinz Nan liegt im Nordosten der Nordregion von Thailand.

## Geographie
Benachbarte Landkreise (von Norden im Uhrzeigersinn): Amphoe Na Noi der Provinz Nan, die Amphoe Ban Khok, Fak Tha und Tha Pla in der Provinz Uttaradit sowie die Amphoe Mueang Phrae und Rong Kwang in der Provinz Phrae.

## Geschichte
Na Muen wurde am 9. Oktober 1978 zunächst als „Zweigkreis“ (King Amphoe) eingerichtet, indem er vom Amphoe Na Noi abgetrennt worden war. Er bestand ursprünglich aus den Tambon Na Thanung, Bo Kaeo und Mueang Li. 
Am 4. Juli 1994 wurde Na Muen zum Amphoe heraufgestuft.

## Verwaltung

### Provinzverwaltung
Der Landkreis Na Muen ist in vier Tambon („Unterbezirke“ oder „Gemeinden“) eingeteilt, die sich weiter in 48 Muban („Dörfer“) unterteilen.
| Nr. | Name       | Thai   | Muban | Einw. |
| --- | ---------- | ------ | ----- | ----- |
| 01. | Na Thanung | นาทะนุง | 17    | 4.935 |
| 02. | Bo Kaeo    | บ่อแก้ว  | 14    | 4.650 |
| 03. | Mueang Li  | เมืองลี  | 07    | 2.013 |
| 04. | Ping Luang | ปิงหลวง | 10    | 3.098 |

### Lokalverwaltung
Es gibt eine Kommune mit „Kleinstadt“-Status (Thesaban Tambon) im Landkreis:
- Bo Kaeo (Thai: เทศบาลตำบลบ่อแก้ว) bestehend aus dem kompletten Tambon Bo Kaeo.

Außerdem gibt es drei „Tambon-Verwaltungsorganisationen“ (องค์การบริหารส่วนตำบล – Tambon Administrative Organizations, TAO)
- Na Thanung (Thai: องค์การบริหารส่วนตำบลนาทะนุง) bestehend aus dem kompletten Tambon Na Thanung.
- Mueang Li (Thai: องค์การบริหารส่วนตำบลเมืองลี) bestehend aus dem kompletten Tambon Mueang Li.
- Ping Luang (Thai: องค์การบริหารส่วนตำบลปิงหลวง) bestehend aus dem kompletten Tambon Ping Luang.